# Jour de la Libération (Îles anglo-normandes)
Pour les articles homonymes, voir Jour de la libération.
Le Jour de la Libération (en jersiais : Jour d'la Libéthation ; en guernesiais : Lé Jour de la Libératiaon en anglais: Liberation Day) est la fête nationale de Guernesey et de Jersey,, les deux plus grandes îles des îles Anglo-Normandes, qui a lieu le 9 mai de chaque année. Elle commémore la libération des îles le 9 mai 1945, qui a marqué la fin de l'occupation des îles par le Troisième Reich pendant la Seconde Guerre mondiale. Elle tombe le même jour que la Journée de l'Europe de l'Union européenne, qui célèbre la paix et l'unité européenne après la Seconde Guerre mondiale. Le 9 mai est un jour férié dans les deux îles et chacune a des célébrations et des événements commémoratifs différents. La manifestation la plus importante à Jersey est la reconstitution du jour de la libération sur la place de la libération, tandis qu'à Guernesey, il s'agit d'une parade de véhicules de collection dans toute l'île.

## Histoire

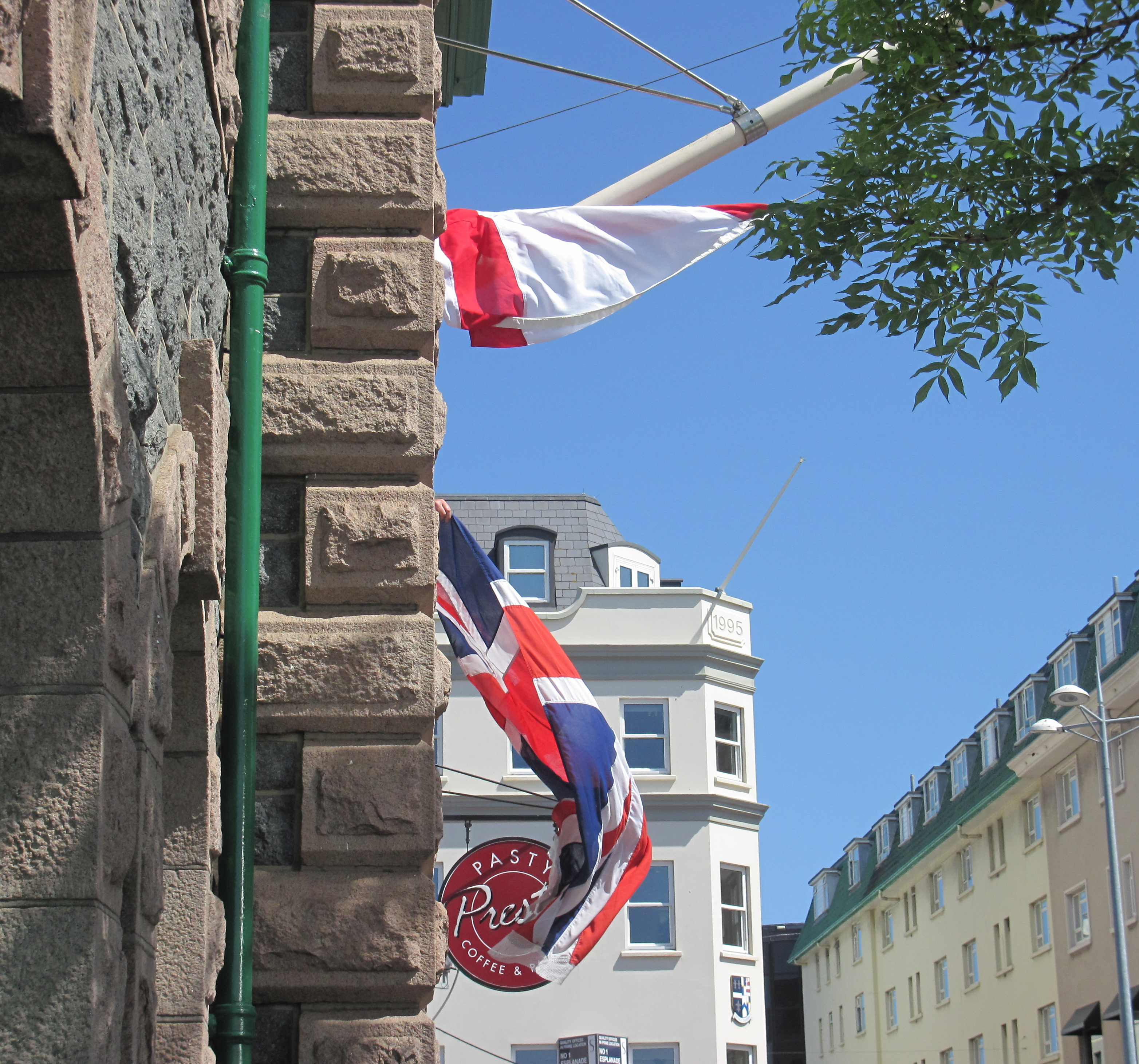
Reconstitution de la levée des drapeaux, le Jour de la Libération 2011

Le 9 mai 1945, le HMS Bulldog arrive à Saint-Pierre-Port à Guernesey, et les forces allemandes se rendent sans condition à bord du navire à l'aube. Les forces britanniques débarquent à Saint-Pierre-Port peu après, accueillies par des foules d'insulaires joyeux mais mal nourris qui chantent, entre autres chants patriotiques, Sarnia-Cherie.
Le même jour, le HMS Beagle, parti de Plymouth, arrive à Jersey pour accepter la reddition des forces d'occupation. Deux officiers de marine, le lieutenant chirurgien de marine Ronald McDonald et le sous-lieutenant R Milne, sont accueillis par le capitaine du port, qui les escorte jusqu'à son bureau où ils hissent ensemble le drapeau de l'Union, avant de le hisser également sur le mât de l'hôtel Pomme d'Or. Depuis 1995, cette cérémonie a lieu chaque année le jour de la libération. De 2003 à 2011, l'ancien capitaine du port, Howard Le Cornu, s'est acquitté de cette tâche chaque année. Son père, John E. Le Cornu, et son oncle, David M. Le Cornu, faisaient partie de la foule et avaient assisté à l'événement le 9 mai 1945,.
Sercq est libérée le 10 mai 1945 et, les troupes allemandes présentes à Aurigny se rendent le 16 mai 1945.

## Statut officiel
The Public Holidays and Bank Holidays (Jersey) Act 1952 (Loi de 1952 sur les jours fériés) établit, à Jersey, que le jour de la libération est un jour férié s'il tombait un jour de semaine. Le Public Holidays and Bank Holidays (Jersey) Act 2010 établit en outre que le jour de la libération était également un jour férié s'il tombait un samedi. Ce n'est pas un jour férié, et aucun jour de congé n'est prévu, s'il tombe un dimanche.
Le jour de la libération est aussi un jour férié à Guernesey, selon l'ordonnance de 1994 sur les jours fériés. Contrairement à celui de Jersey, le droit du travail de Guernesey ne prévoit pas de droit statutaire aux jours fériés.

## Cérémonies

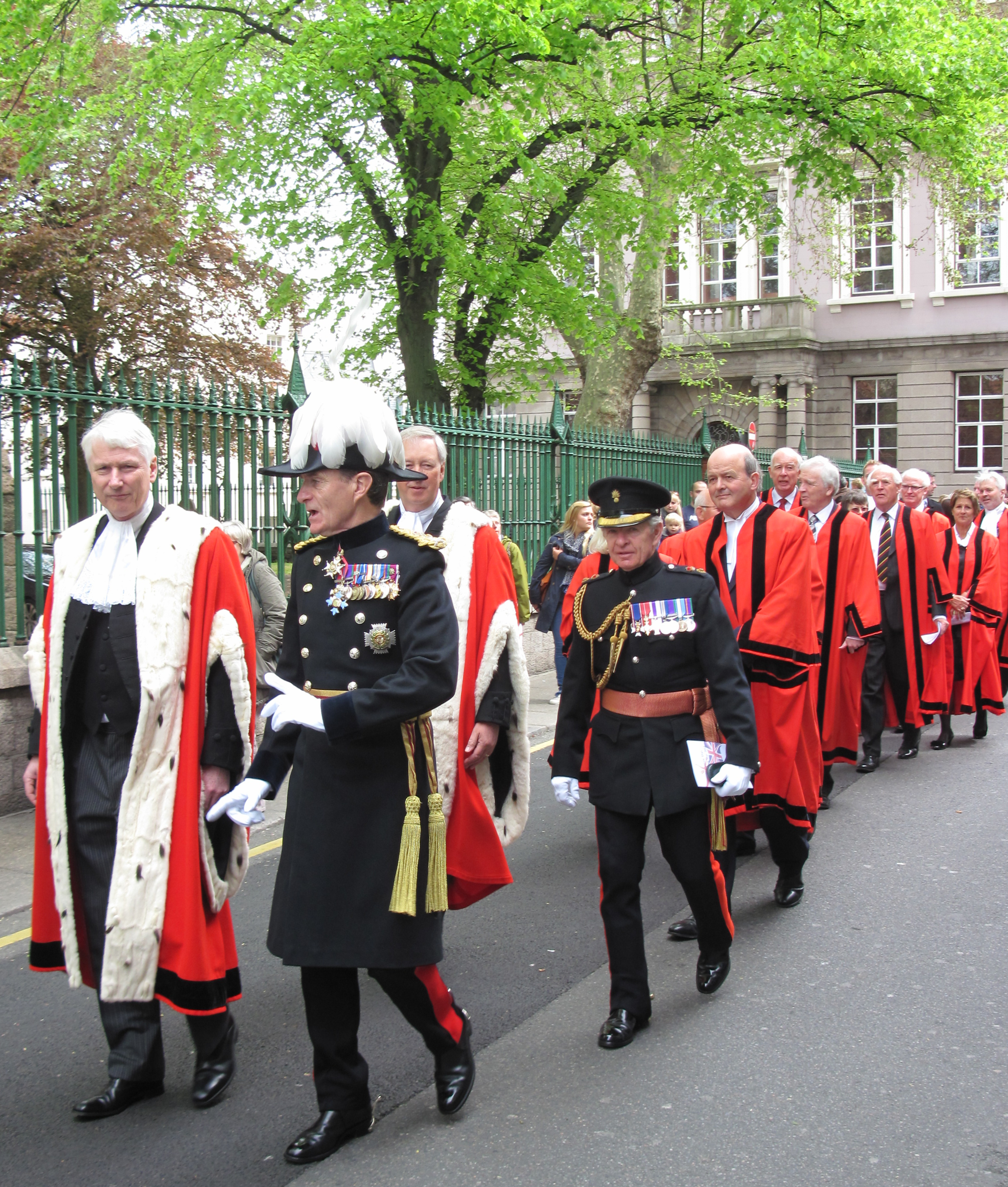
Le bailli, lieutenant-gouverneur et autres officiers en procession, le jour de la libération 2012

Depuis le 50e anniversaire de la Libération en 1995, un programme de cérémonies officielles s'est développé sur et autour de la Place de la Libération à Saint-Hélier où les événements à la capitainerie et de l'hôtel Pomme D'Or se sont produits en 1945. Après une séance spéciale des États de Jersey dans la matinée, les États membres, le clergé, le bailli de Jersey, le lieutenant-gouverneur, les jurats, les officiers de la Couronne et d'autres fonctionnaires défilent du Vieux Marché (Royal Square) à la Place de la Libération accompagnés de la masse royale et de la Sceau d'huissier. Un service œcuménique en plein air a lieu sur la place de la Libération suivi du chant de Man Bieau P'tit Jèrri/Beautiful Jersey (en jèrriais et en anglais) et d'une reconstitution de la levée des drapeaux, y compris celle de Fort Régent. Un défilé de véhicules anciens et militaires, de fanfares et d'organisations de service est passé en revue par la partie officielle[réf. nécessaire].
Les célébrations communautaires de l'après-midi ont un caractère informel et comportent des animations et des stands de vente à Saint Helier.
Une cérémonie officielle a également lieu au crématorium, où se trouve un mémorial dédié aux victimes et aux travailleurs esclaves de diverses nationalités. Des représentants des nationalités concernées participent à la commémoration.
En 1995, l'artiste Eric Snell a conçu le Monument de la Libération à Saint-Pierre-Port pour commémorer le Jour de la Libération. Le monument en forme d'aiguille est conçu pour projeter une ombre sur un banc où la libération de Guernesey est décrite. Il est inauguré le 9 mai 1995 par le prince Charles alors que des hélicoptères militaires survolaient le lieu.
Les célébrations marquant le 75e anniversaire de la libération n'ont pas pu avoir lieu en 2020 et en 2021 en raison de la pandémie de Covid-19 et ont été reportées au 8-10 mai 2022. Le prince Edward, comte de Wessex et Sophie, comtesse de Wessex étaient les invités royaux aux célébrations à Jersey, Guernesey, Aurigny et Sercq et ont lu un message aux insulaires de la reine Elizabeth II.